# Orillia
Orillia es una ciudad ubicada de la provincia canadiense de Ontario. Se encuentra en las orillas de dos lagos conectados Couchiching y el Simcoe. Es apodada como la Ciudad del Sol (en inglés, Sunshine City), el gran paseo marítimo de la ciudad atrae a muchos turistas a la zona cada año, al igual que una serie de festivales anuales y otras atracciones culturales. Su población en 2016 fue de 31 166.
Los habitantes en lo que hoy es la ciudad se remonta a miles de años: los arqueólogos han descubierto evidencia de pesca por los pueblos huron e iroqueses en el área hace más de cuatro mil años, y de sitios utilizados por los pueblos aborígenes durante cientos de años para el comercio, la caza y la pesca. Fue incorporada como aldea en 1867.
Si bien el empleador más grande del área es Casino Rama, la actividad económica general en Orillia es una mezcla de muchas industrias diferentes, incluidas la fabricación, los servicios gubernamentales, el servicio al cliente y el turismo.
Los lagos donde están asentados forman parte de la vía fluvial Trent-Severn, que finalmente conectan al lago Ontario. Desde cualquiera de estos Grandes Lagos se puede conectar con el San Lorenzo y de allí con el Océano Atlántico.

## Toponimia
El primer uso registrado de la palabra para describir oficialmente la región fue en 1820 desde la capital del Alto Canadá, York (hoy Toronto) por el vicegobernador Peregrine Maitland, un exmilitar que había participado en la guerra de la Independencia Española (1808-1814). Si bien no existen registros explícitos de su origen, la hipótesis más aceptada es que viene del español «Orilla» —en referencia a las orillas de los lagos— que de alguna forma evolucionó a «Orillia» (pronunciado  /əˈrɪliə/).
Otro factor que apoya dicha hipótesis es el fenómeno que ocurre con algunas comunidades circundantes de la región, específicamente de los municipios de Oro-Medonte, Mariposa y Mono. Los documentos históricos contienen una segunda ortografía del nombre que nunca se reconoció oficialmente, «Aurelia», cuya pronunciación en inglés es similar a Orillia, pero se considera más un error administrativo.

## Gobierno

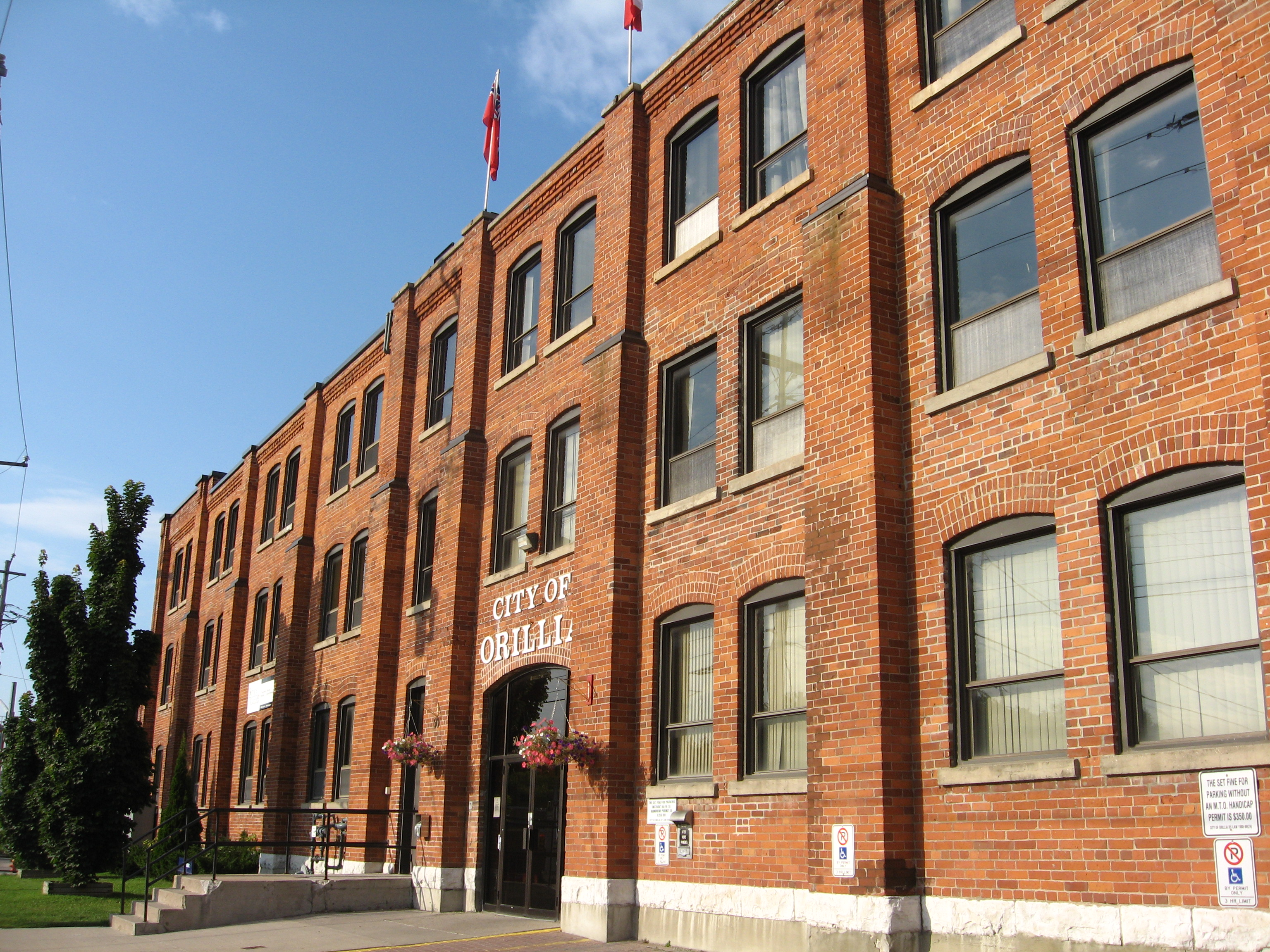
Edificio del Ayuntamiento.

Orillia está gobernada por un Ayuntamiento, que está conformado por el Alcalde y ocho concejales. Administrativamente la ciudad está divida en cuatro barrios.
De 1875 a 1969, el consejo estuvo dirigido por un alcalde o alcalde. Desde 1969 el jefe del consejo es el alcalde.

## Clima
| Parámetros climáticos promedio de Orillia      | Parámetros climáticos promedio de Orillia | Parámetros climáticos promedio de Orillia | Parámetros climáticos promedio de Orillia | Parámetros climáticos promedio de Orillia | Parámetros climáticos promedio de Orillia | Parámetros climáticos promedio de Orillia | Parámetros climáticos promedio de Orillia | Parámetros climáticos promedio de Orillia | Parámetros climáticos promedio de Orillia | Parámetros climáticos promedio de Orillia | Parámetros climáticos promedio de Orillia | Parámetros climáticos promedio de Orillia | Parámetros climáticos promedio de Orillia |
| Mes                                            | Ene.                                      | Feb.                                      | Mar.                                      | Abr.                                      | May.                                      | Jun.                                      | Jul.                                      | Ago.                                      | Sep.                                      | Oct.                                      | Nov.                                      | Dic.                                      | Anual                                     |
| ---------------------------------------------- | ----------------------------------------- | ----------------------------------------- | ----------------------------------------- | ----------------------------------------- | ----------------------------------------- | ----------------------------------------- | ----------------------------------------- | ----------------------------------------- | ----------------------------------------- | ----------------------------------------- | ----------------------------------------- | ----------------------------------------- | ----------------------------------------- |
| Temp. máx. abs. (°C)                           | 10.0                                      | 13.0                                      | 23.0                                      | 29.5                                      | 32.5                                      | 34.0                                      | 37.5                                      | 34.0                                      | 32.0                                      | 27.0                                      | 21.5                                      | 17.0                                      | 37.5                                      |
| Temp. máx. media (°C)                          | -3.6                                      | -2.7                                      | 2.9                                       | 10.7                                      | 18.2                                      | 22.5                                      | 25.7                                      | 24.2                                      | 19.3                                      | 12.2                                      | 5.8                                       | -0.7                                      | 11.2                                      |
| Temp. media (°C)                               | -8.4                                      | -7.7                                      | -2.1                                      | 5.7                                       | 12.9                                      | 17.1                                      | 20.6                                      | 19.4                                      | 14.8                                      | 8.2                                       | 2.2                                       | -4.8                                      | 6.5                                       |
| Fuente: Environment Canada 15 de abril de 2012 |                                           |                                           |                                           |                                           |                                           |                                           |                                           |                                           |                                           |                                           |                                           |                                           |                                           |